# Джонстън (окръг, Оклахома)
Окръг Джонстън (на английски: Johnston County) е окръг в щата Оклахома, Съединени американски щати. Площта му е 1704 km², а населението – 10 513 души (2000). Административен център е град Тишоминго.